# Snooper e Blabber
Snooper e Blabber, anche noto come Snooper e Bla-bla, è una serie televisiva animata statunitense del 1959, creata e prodotta da Hanna-Barbera.
Introdotta come segmento di Ernesto Sparalesto, la serie era accompagnata anche da Tatino e Papino. In alcuni episodi appaiono vari personaggi di Hanna-Barbera.
La serie è stata trasmessa per la prima volta negli Stati Uniti in syndication dal 19 settembre 1959 al 20 ottobre 1962, per un totale di 45 episodi ripartiti su tre stagioni. In Italia la serie è stata trasmessa su Rai 1 dal 9 marzo 1971. È stato replicato su Italia 1 dal 2000.

## Trama
Il gatto investigatore Super Snooper e il suo assistente, il topo Blabber, si lanciano in diverse missioni. Nelle loro numerose e divertenti avventure, si ritrovano spesso in situazioni comiche e disastrose.

## Episodi

### Stagione 1
| nº | Titolo originale                 | Titolo italiano              | Prima TV USA | Prima TV Italia  |
| -- | -------------------------------- | ---------------------------- | ------------ | ---------------- |
| 1  | Puss n' Booty                    | Il gatto erede               |              | 2 gennaio 1972   |
| 2  | Switch Witch                     | Quella vecchia strega        |              | 4 gennaio 1972   |
| 3  | Real Gone Ghosts                 | Due astuti fantasmi          |              | 23 marzo 1971    |
| 4  | Desperate Diamond Dimwits        | L'osso animato               |              | 16 marzo 1971    |
| 5  | Big Diaper Caper                 | Il piccolo Jekyll            |              | 6 aprile 1971    |
| 6  | The Flea and Me                  | La pulce da 5000 dollari     |              |                  |
| 7  | Disappearing Inc.                | Il furfante invisibile       |              | 11 gennaio 1972  |
| 8  | Baby Rattled                     | Ammanettatemi                |              | 25 gennaio 1972  |
| 9  | Not So Dummy                     | Il ladro trasformista        |              | 20 aprile 1971   |
| 10 | Fee Fi Fo Fumble                 | La terra dei giganti         |              |                  |
| 11 | Masquerader Raider               | Il ritorno di Bob Millefacce |              |                  |
| 12 | Motor Knows Best                 | Gloria al vincitore          |              | 1º febbraio 1972 |
| 13 | Slippery Glass Slipper           | La bacchetta magica          |              |                  |
| 14 | Monkey Wrenched                  | La scimmietta siberiana      |              |                  |
| 15 | Gopher Goofers                   | Operazione Talpa             |              | 9 marzo 1971     |
| 16 | Impossible Imposters             | Il sosia del robot           |              | 30 marzo 1971    |
| 17 | Adventure Is My Hobby            | Il mostro dal cuore tenero   |              |                  |
| 18 | Cloudy Rowdy                     | La nuvola misteriosa         |              |                  |
| 19 | Snap Happy Saps                  | Il diabolico bebè            |              |                  |
| 20 | The Lion Is Busy                 | Il leone è scappato          |              |                  |
| 21 | Laughing Guess                   | La iena ridens triste        |              | 18 gennaio 1972  |
| 22 | The Case of the Purloined Parrot | Il pappagallo rapito         |              | 13 aprile 1971   |
| 23 | Poddle Toodle-Oo!                | Mademoiselle "Fru Fru"       |              |                  |
| 24 | Doggone Dog, Gone                | Il prezioso bocconcino       |              |                  |
| 25 | Hula Hula Hullabaloo             | La perla Ping-Pong           |              | 22 febbraio 1972 |
| 26 | Wild Man, Wild!                  | Il primitivo anomalo         |              | 15 febbraio 1972 |

### Stagione 2
| nº | Titolo originale   | Titolo italiano            | Prima TV USA | Prima TV Italia |
| -- | ------------------ | -------------------------- | ------------ | --------------- |
| 1  | Ala-Kazoop!        | La parola magica           |              |                 |
| 2  | Hop to It          | Attenti al canguro         |              |                 |
| 3  | Fleas Be Careful   | Una pulce pazza scatenata  |              |                 |
| 4  | Observant Servants | I perfetti servitori       |              |                 |
| 5  | De-Duck-Tives      | L’anattroccolo trafalziano |              |                 |
| 6  | Big Shot Blab      |                            |              |                 |
| 7  | Big Cat Caper      | Una caccia grossa          |              |                 |
| 8  | Scoop Snoop        | Lo scoop di Snoop          |              |                 |
| 9  | Prince of a Fella  | Indagine tra le favole     |              |                 |
| 10 | Flea For All       |                            |              |                 |
| 11 | Outer Space Case   |                            |              |                 |
| 12 | Bear-ly Able       | Una bocciatura per Blabber |              |                 |
| 13 | Surprised Party    |                            |              |                 |

### Stagione 3
| nº | Titolo originale         | Titolo italiano | Prima TV USA | Prima TV Italia |
| -- | ------------------------ | --------------- | ------------ | --------------- |
| 1  | Zoom-Zoom Blabber        |                 |              |                 |
| 2  | Eenie, Genie, Minie, Mo! |                 |              |                 |
| 3  | Bronco Bluster           |                 |              |                 |
| 4  | Chilly Chiller           |                 |              |                 |
| 5  | Gem Jams                 |                 |              |                 |
| 6  | Person to Prison         |                 |              |                 |

## Doppiaggio
| Personaggio     | Doppiatore originale | Doppiatore italiano                                                  |
| --------------- | -------------------- | -------------------------------------------------------------------- |
| Snooper         | Daws Butler          | ? Primo Doppiaggio per messa onda per RaiUno Armando Bandini Attuale |
| Blabber/Bla-bla | Daws Butler          | Armando Bandini                                                      |